# 蒙塔达斯
蒙塔达斯是巴西帕拉伊巴州的一个市镇。总面积59.4平方公里，总人口4450人，人口密度74.9人/平方公里。